# Phumosia colei
Phumosia colei är en tvåvingeart som beskrevs av Zumpt 1970. Phumosia colei ingår i släktet Phumosia och familjen spyflugor.
Artens utbredningsområde är Ghana. Inga underarter finns listade i Catalogue of Life.